# Bauernhaus Habach

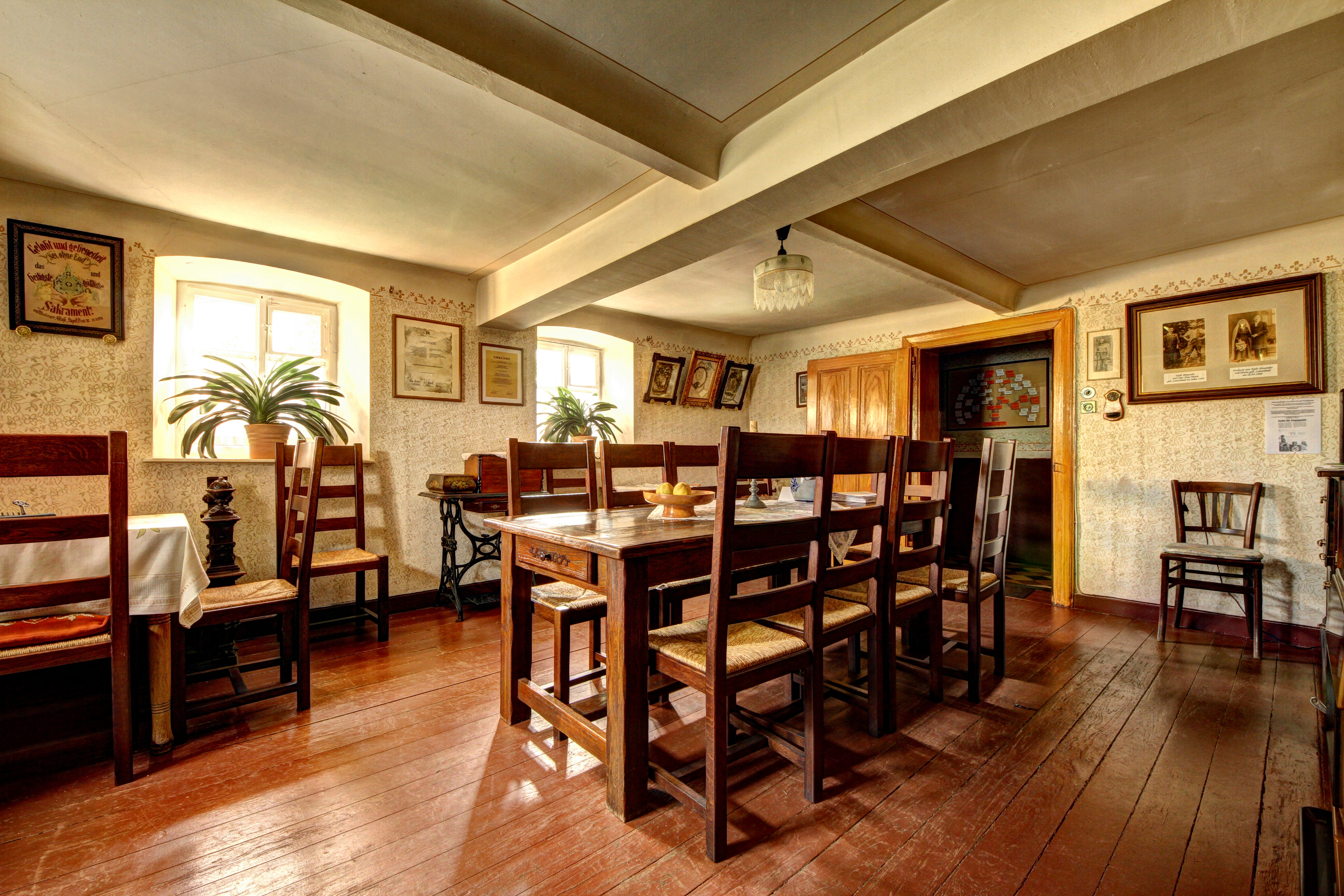
Wohnzimmer mit Einrichtung im historischen Bauernhaus Habach

Das Bauernhaus Habach ist ein denkmalgeschütztes südwestdeutsches Einhaus im Eppelborner Ortsteil Habach, in dem sich seit 1994 ein Museum für das ländliche Leben im 19. und 20. Jahrhundert befindet.
Das eigentliche Wohn-/Stallhaus wurde 1847 errichtet und im Jahre 1896 um einen Pferdestall und einen Schuppen mit Schmiede erweitert. 1990 verkauften die letzten Bewohner es an die Gemeinde Eppelborn, die das Gebäude denkmalgerecht sanierte, wofür das Bauernhaus 1994 mit dem Saarländischen Denkmalpreis ausgezeichnet wurde. 1995 wurde das Gebäude der Stiftung Kulturgut Gemeinde Eppelborn übertragen, die bereits seit dem 2. Juni 1994 das Bauernhaus als Museum für die regionale Landwirtschaft und das ländliche Leben von der Industrialisierung bis zum Zweiten Weltkrieg betreibt. Da das Gebäude leerstehend übernommen wurde, stammt das zeittypische Inventar des Museums aus anderen Haushalten aus Habach und der näheren Umgebung.
Zur Dauerausstellung gehören eine Gute Stube mit einem Herrgottswinkel, ein authentisch eingerichtetes Schlafzimmer, das 2018 auch als historische Kulisse für den ARD-Film „Lehnchen Demuth und Karl Marx“ genutzt wurde sowie eine Küche aus Urgroßmutters Zeiten. Vom Flur des Erdgeschosses gelangt der Besucher durch eine Tür direkt in den Wirtschaftsteil des Bauernhauses und zwar zunächst in den Kuhstall, in dem auch Kälber und Schweine untergebracht waren. An den Kuhstall schließt sich die nach oben offene Tenne an, in der Getreide gedroschen wurde. Daneben befindet sich der Pferdestall. Diese drei Räume sind mit Pflügen, Dreschmaschinen und anderem landwirtschaftlichen Gerät ausgestattet. Von der Tenne gelangt der Besucher in eine Werkstatt, wo man eine Schmiede und das Küfer- und Schusterhandwerk erkunden kann. Ein riesiger Webstuhl sowie historische Waschbütten und frühe Waschmaschinen zeugen vom hohen Aufwand, mit dem Textilien hergestellt und gereinigt wurde. Das Obergeschoss wird vor allem als Ausstellungsfläche für zahlreiche Sonderausstellungen genutzt, insbesondere für Präsentationen von zeitgenössischer Kunst und Kunsthandwerk sowie Krippenausstellungen im Advent. Insbesondere die original erhaltenen „gewickelten“ Decken, ein großer, jahrhundertealter Sauerkrauttrog aus Sandstein im Gewölbekeller und die Verwendung von römischen Spolien aus einer nahegelegenen römischen villa rustica im Wald „Steinhaus“ sind architektonische Besonderheiten des Baudenkmals. Ein mit typischen Gemüsen und Kräutern bepflanzter Bauerngarten und ein Staudengarten geben dem Bauernhaus zudem ein authentisches Umfeld.